# NGC 6378
NGC 6378 é uma galáxia espiral (Sbc) localizada na direcção da constelação de Ophiuchus. Possui uma declinação de +06° 16' 53" e uma ascensão recta de 17 horas, 30 minutos e 41,8 segundos.
A galáxia NGC 6378 foi descoberta em 13 de Julho de 1876 por Édouard Jean-Marie Stephan.